# Neyde Thomas
Neyde Thomas (Pirajuí, 27 de febrero de 1929 - Curitiba, 1 de agosto de 2011) fue una cantante de ópera brasileña (soprano). Es considerada como una de las mejores sopranos del país del siglo XX.

## Trayectoria
Inició su carrera en 1958, formando parte del elenco de la ópera La Traviata, bajo la dirección del maestro Wolf Schaia. En 1961 Neyde ganó el Concurso Achille Peri, en 1999 recibió el Trofeo de la Red Internacional de Radio Texaco Metropolitan Opera y en 2002 ganó el Premio Carlos Gomes, considerado el “Oscar de la Música Clásica”, en la categoría Universo Ópera. 
Neyde fue miembro estable de la Deutsche Oper, cantando en varios países, en lugares como el Liceu de Barcelona, en la Ópera de Montecarlo, en The Metropolitan Opera de Nueva York considerado el mayor escenario para representaciones de ópera, en el Accademia Nazionale di Santa Cecilia de Roma, una de las instituciones musicales más antiguas del mundo, en el Teatro Guaíra, entre otros lugares. Plácido Domingo,  Luciano Pavarotti, Montserrat Caballé y Alfredo Kraus son algunos de los intérpretes con los que compartió escenario.
Compuso lied, un  poema sinfónico y nueve sinfonías completas no pudiendo completar la décima a causa de su fallecimiento.
En sus últimos años de vida ejerció como docente de la Escuela de Música y Bellas Artes de Paraná, entrenadora vocal de las óperas del Teatro Guaíra y asesora vocal de la Camerata Antiqua de Curitiba.
Autorizó la publicación de su biografía en el libro Neyde Thomas Vida e Arte, firmado por Julio Medaglia.
Falleció a los 81 años en Curritiba, a consecuencia de un cáncer de páncreas. Está enterrada en el cementerio Jardim da Saudade, en Pinhais, en Curitiba.

## Reconocimientos
En 2006 le fue otorgado el título de Ciudadana de Honor Honoraria de Curitiba.